# 劉鴻嘉
劉鴻嘉（？—？），字远子，浙江湖州府归安县人。明末政治人物。

## 生平
崇祯十二年（1639年）己卯科浙江乡试举人，崇祯十三年（1640年）庚辰科進士，大理寺观政，授侯官县知县，十五年调龙溪县知县。